# Most Odrzański w Krośnie Odrzańskim
Most Odrzański w Krośnie Odrzańskim, německy Oderbrücke, je památkově chráněný most přes veletok Odra ve městě Krosno Odrzańskie v okrese Krosno Odrzańskie v Lubušském vojvodství v západním Polsku.

## Historie a popis
Most Odrzański w Krośnie Odrzańskim je ocelový nýtovaný příhradový most o třech polích, který je postavený na 514. říčním kilometru Odry. Uložení mostu je přes 2 železobetonové břehové podpory a 2 železobetonové pilíře umístěné v korytě řeky. Oba pilíře jsou obloženy žulou a založené na zaražených dřevěných pilotech. Nosná konstrukce mostu je také postavena z třípolových gerberových kloubových nosníků. Vede přes něj státní silnice č. 29. Od 13. srpna 2013 je památkově chráněn.
| Parametry mostu             | Hodnota     |
| --------------------------- | ----------- |
| Délka mostu mezi podporami: | 163,540 m   |
| Délka nosné konstrukce:     | 164,010 m   |
| Celková šířka mostu:        | 11,980 m    |
| Šířka vozovky:              | 6,00 m      |
| Šířka chodníků:             | 2×2,0 m     |
| Hmotnost                    | cca 580 tun |

Most byl postaven v letech 1903-1905 a nahradil tak již nevyhovující most z 19. století. Slavnostní otevření mostu se uskutečnilo 10. června 1905. Na stavbě se doposud zachovala řada původních ozdob, např. konzoly pro osvětlení lampami. Ke konci druhé světové války byl most byl podminován a ráno 15. února 1945 vyhozen do povětří jednotkou wehrmachtu. V poválečném období byl nahrazen provizorním pontonovým a poté dřevěným mostem, který postavila Rudá armáda. Nový most byl opět postaven v roce 1947.

## Další informace
Přes most vede Cyklistická trasa řeky Odry a turistická trasa Rzepin - Krosno Odrzanskie.

## Galerie

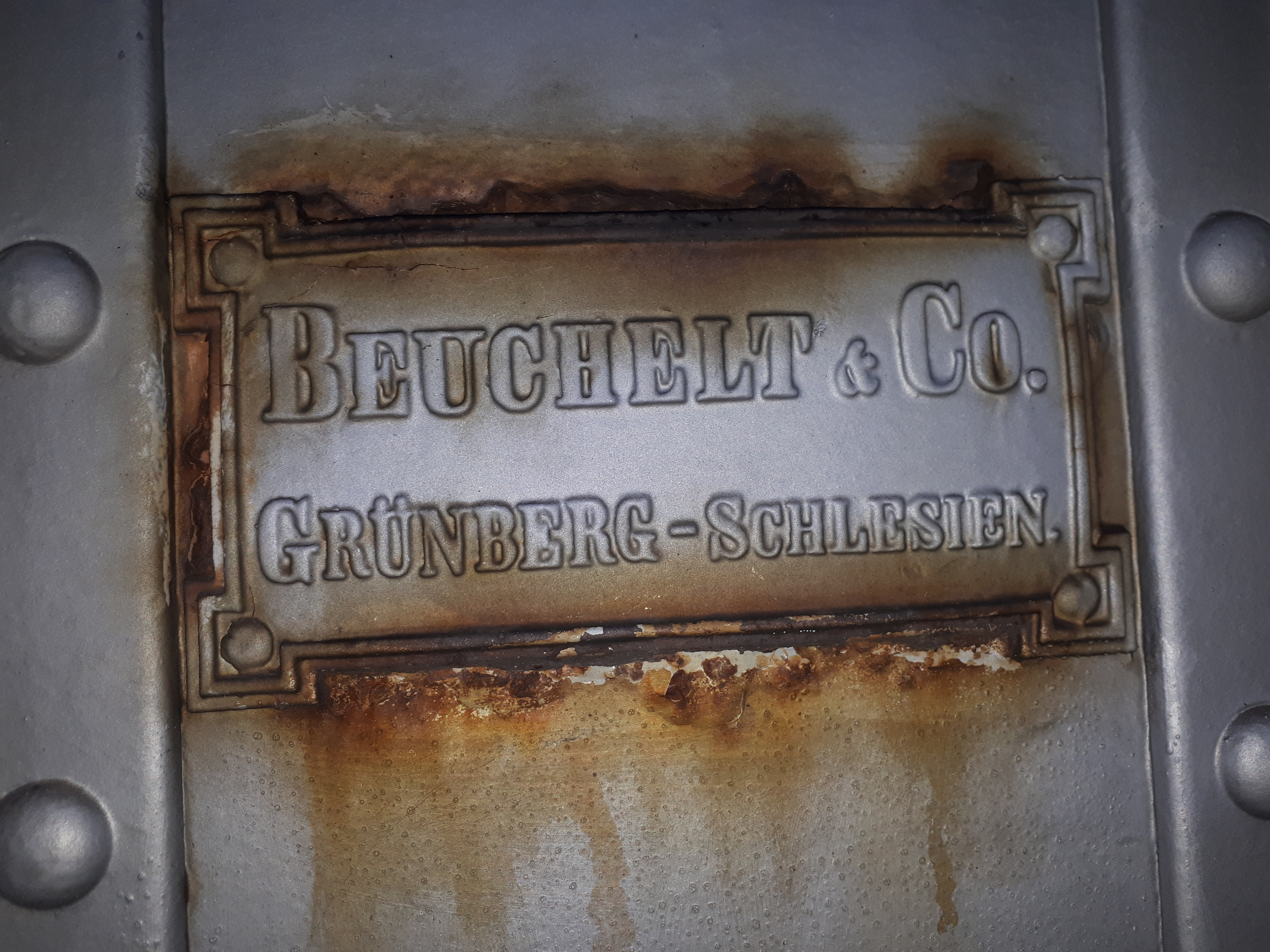
Původní výrobní štítek mostu
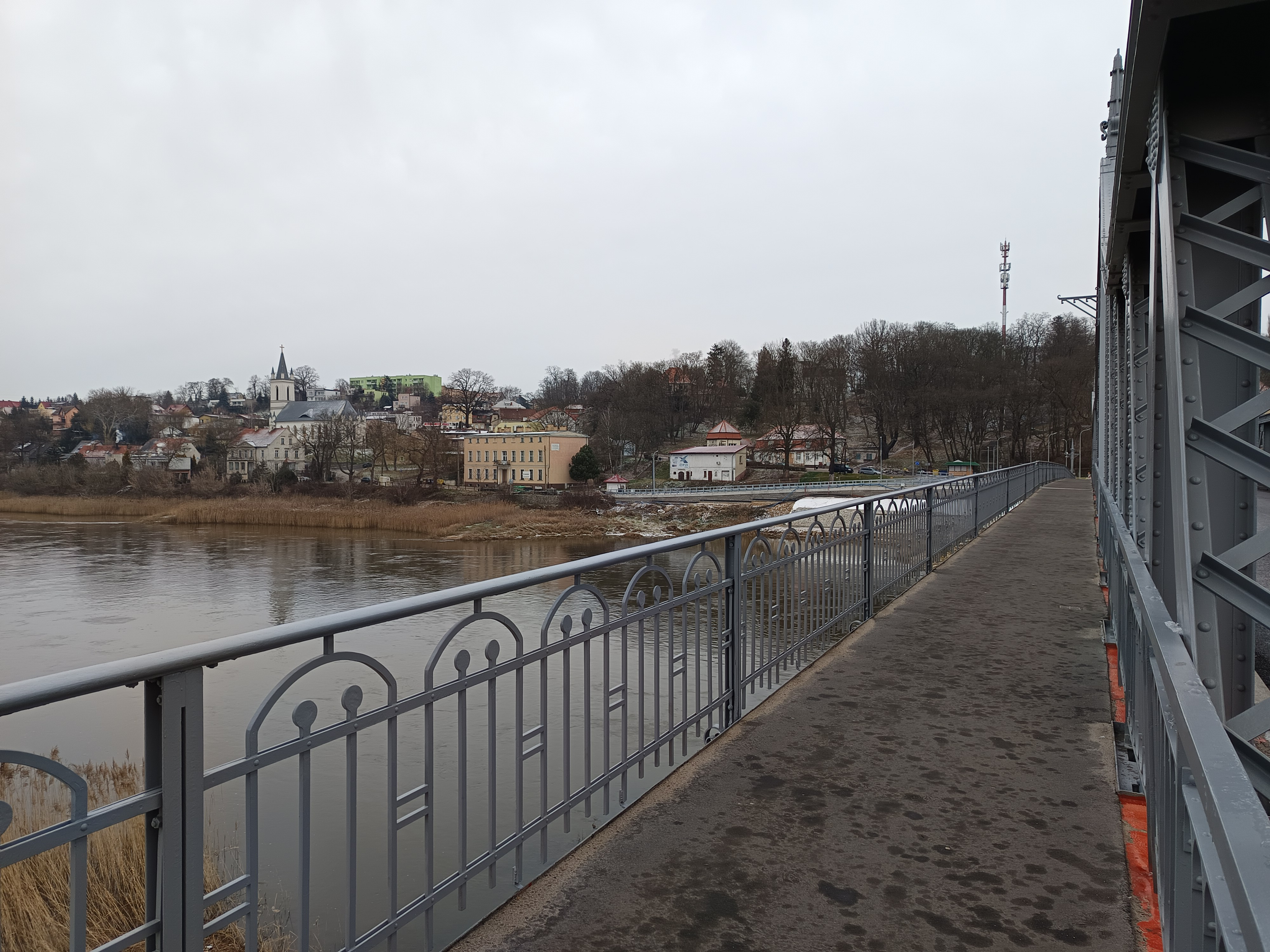
Chodník na mostě
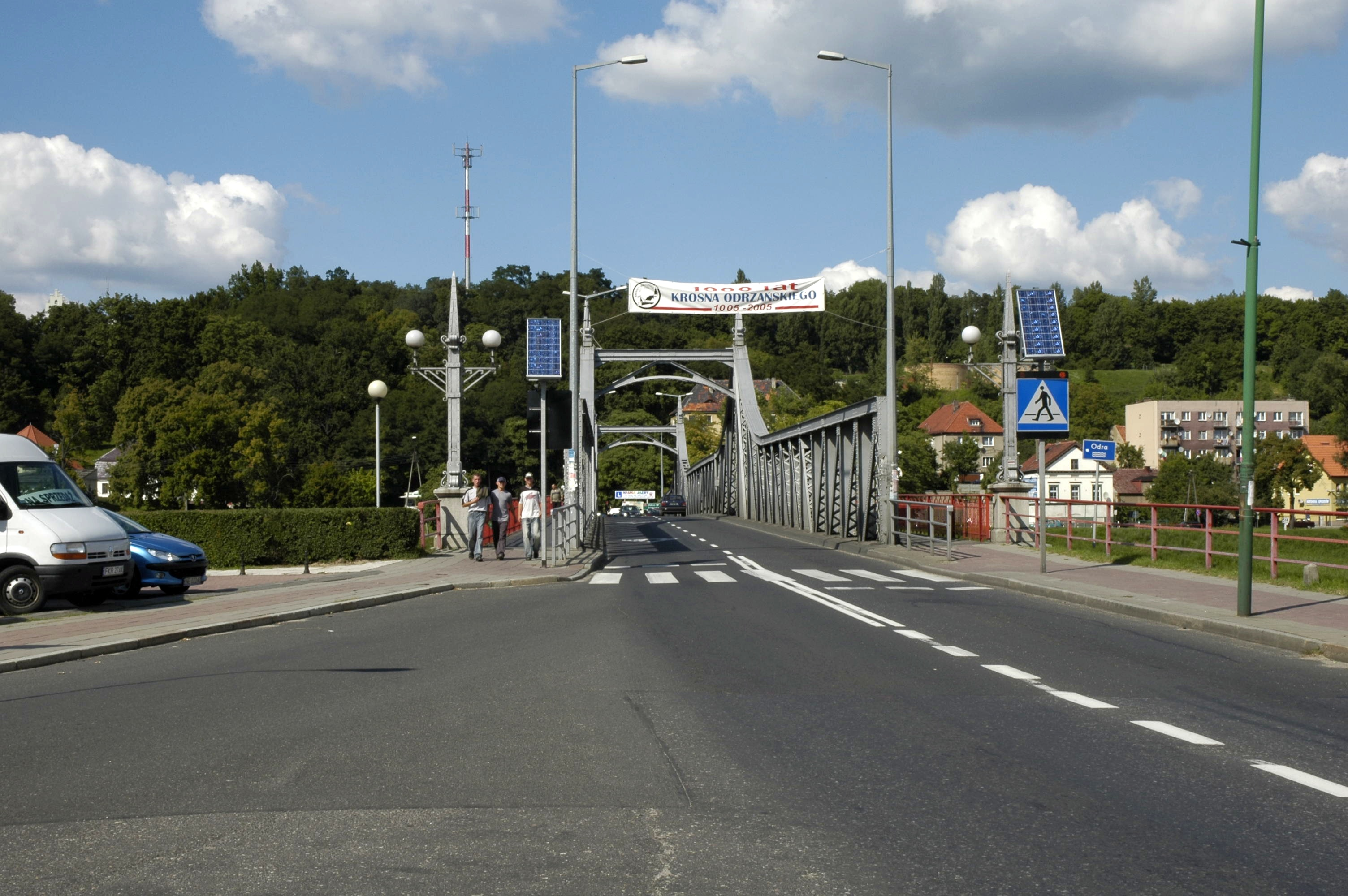
Na mostě
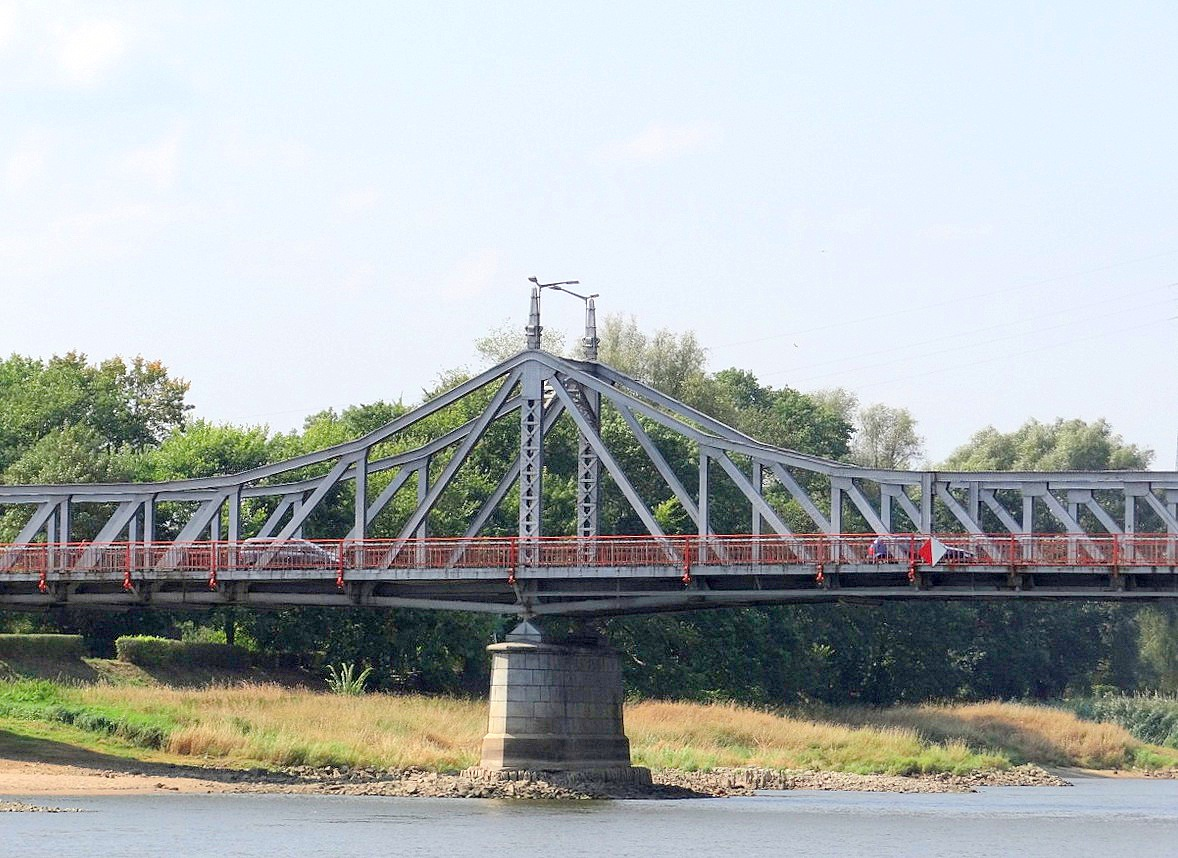
Centrální pilíř mostu
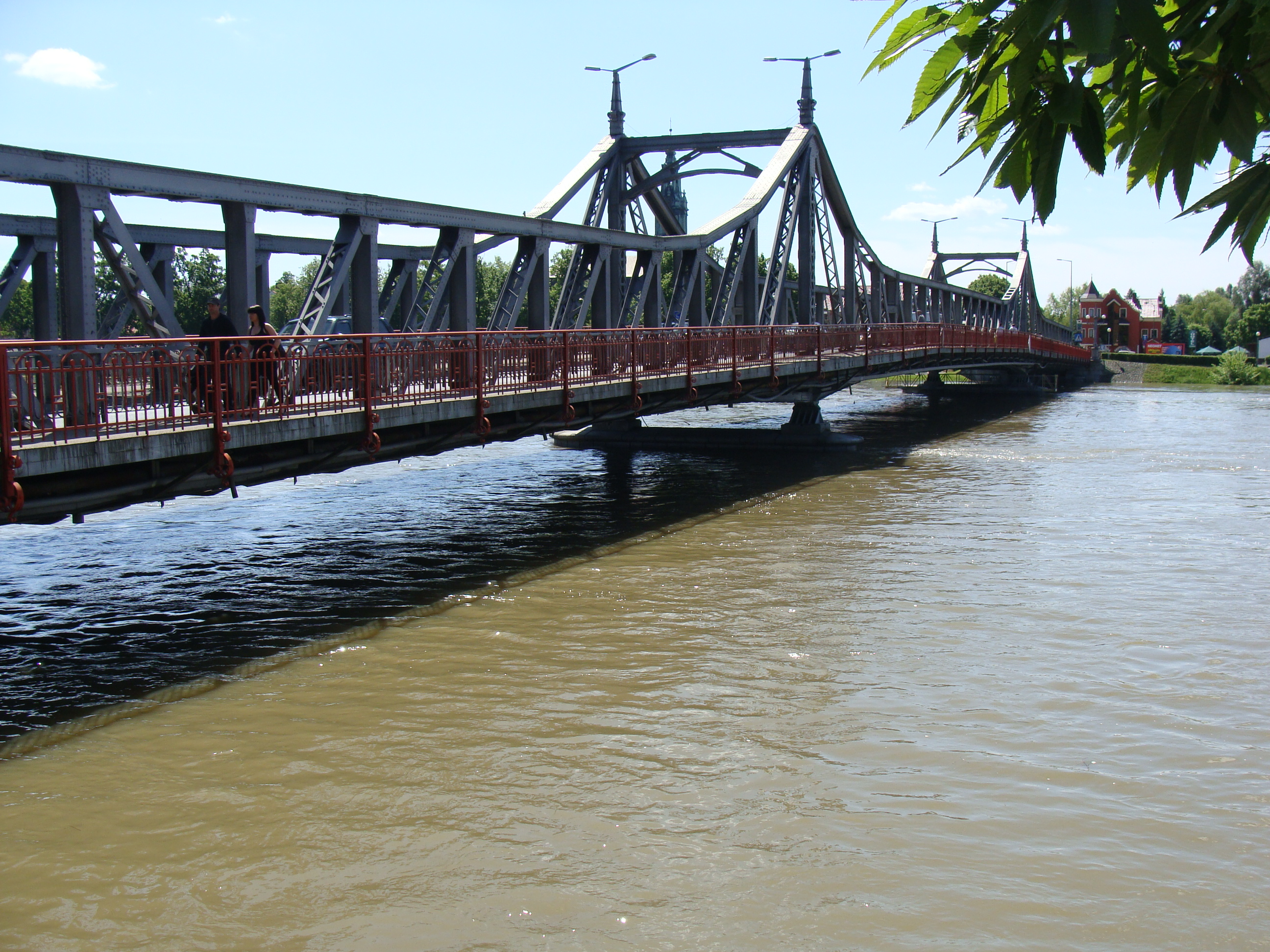
Příhradová konstrukce mostu
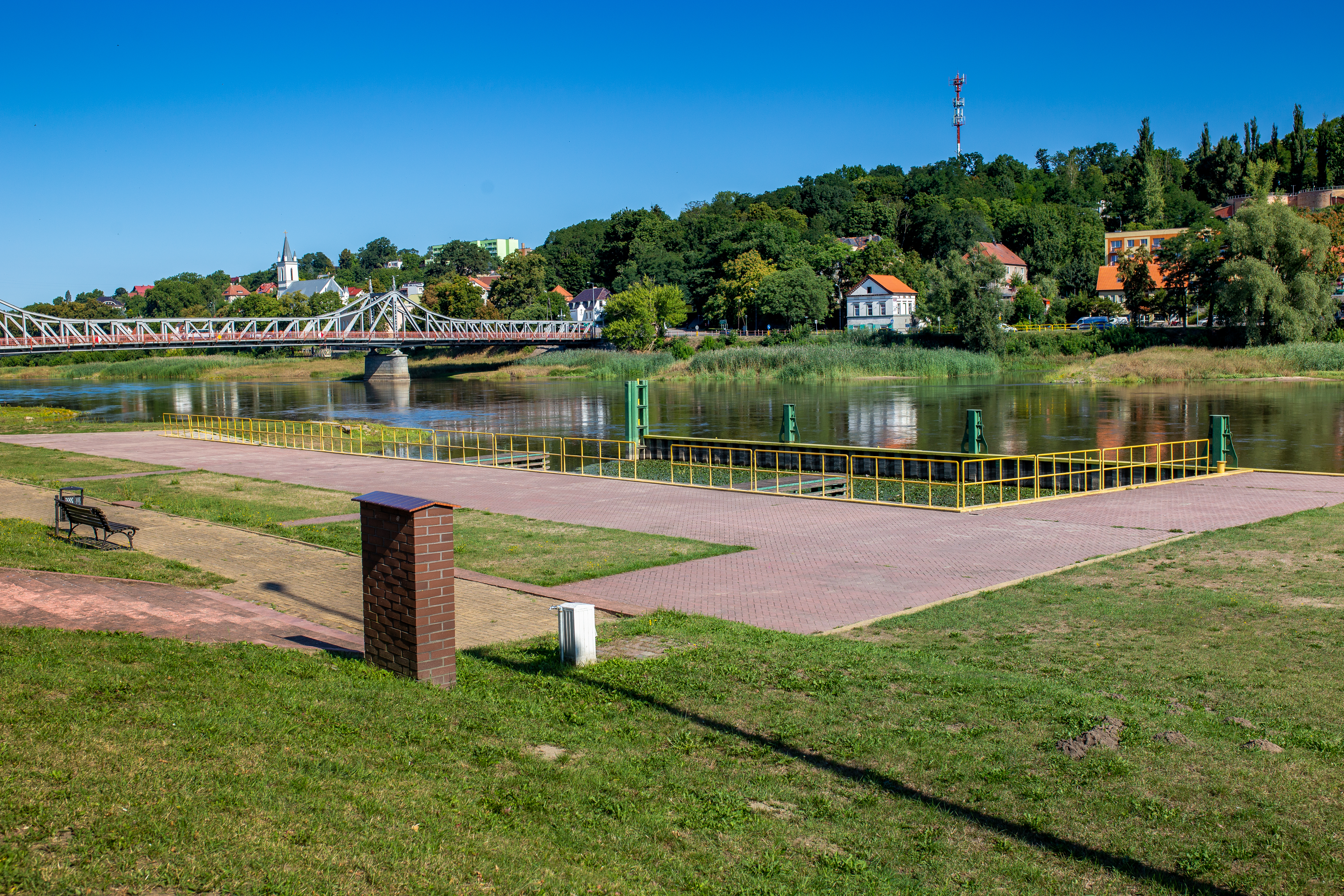
Přístav u mostu
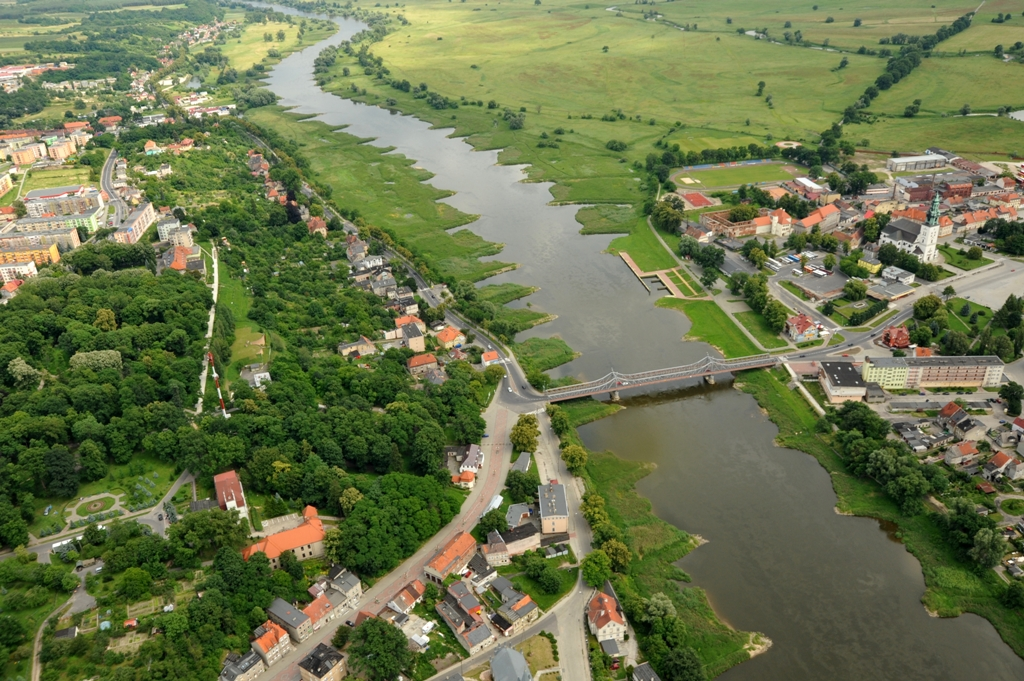
Letecký pohled
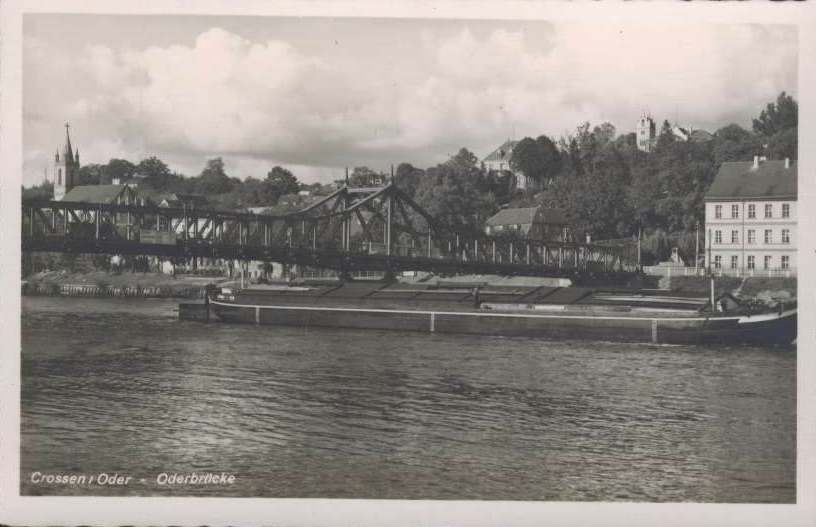
Historická fotografie